# 理查三世遺骨的挖掘與重新安葬

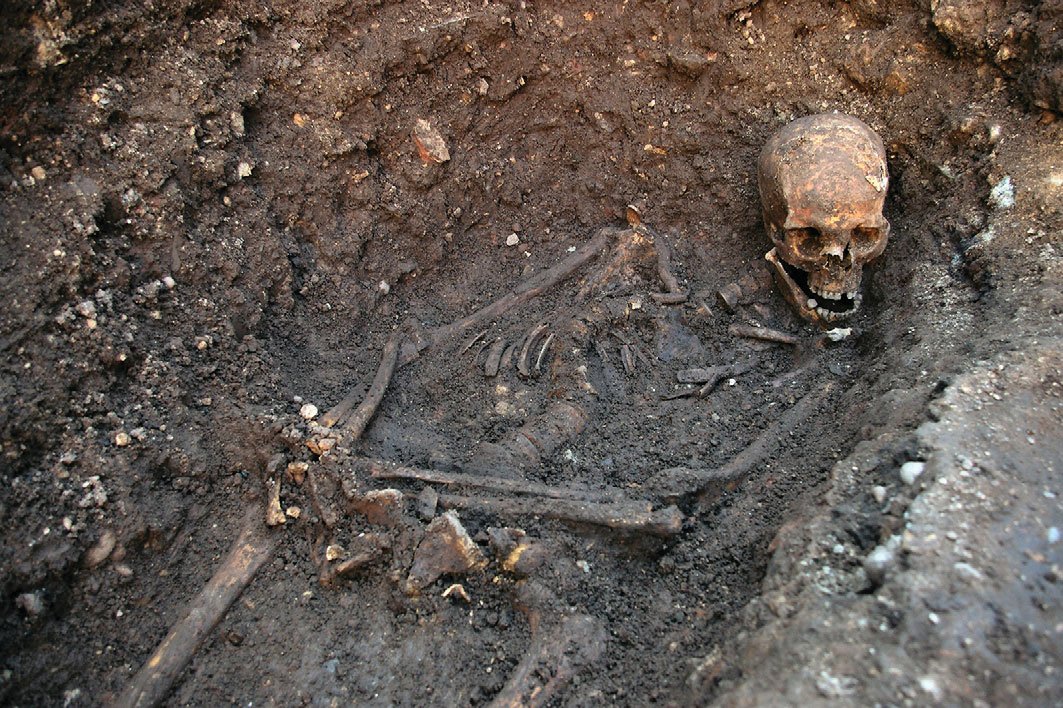
理查三世遺骨被發現時的情況

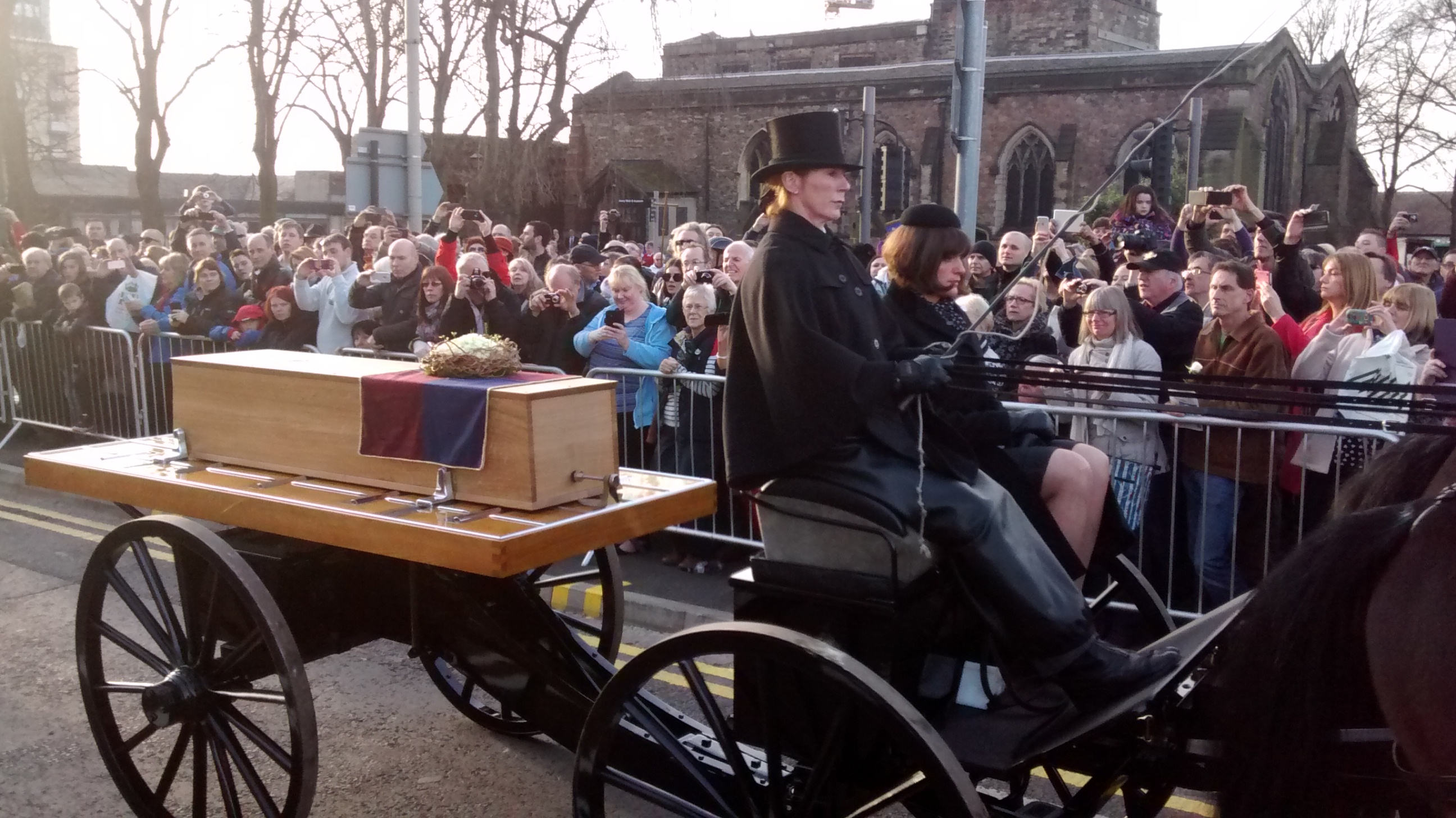
抬著理查棺材的葬禮隊伍

最後一位因戰爭亡故的英格兰国王-理查三世(下文簡稱理查或國王)-的骸骨，2012年9月在英格蘭萊斯特前葛萊菲修道院的位置中被發現，骸骨最終在2015年3月26日於萊斯特座堂重新安葬。
理查是金雀花王朝末代國王，1485年8月22日，死於玫瑰戰爭的博斯沃思原野戰役，遺體葬於萊斯特葛萊菲的一個修道院，修道院在1538年被拆除，理查葬地位置也被遺忘。也有說理查三世的遺骨被扔進弓橋附近的索爾河中。
2012年8月理查三世協會開始支持《尋找理查》的計劃，由萊斯特大學考古服務中心領導考古發掘。在發掘的第一天，考古人員就發現一具三十多歲男子的骸骨，上面有嚴重受傷的跡象，且有幾處不尋常的特徵，最顯著的是脊柱側彎，背部嚴重彎曲，後經科學分析檢查表明，該男子很可能是被一把帶刃的大型武器擊中而亡，或許是以斧槍砍傷後顱骨而露出大腦，或者是被劍刺穿。骸骨上的其他傷口可能是在其死後受到「羞辱性傷害」的報復所遺留。
其死亡年齡、身體特徵均與理查被殺時匹配。初步基因檢測表明，線粒體DNA與理查大姐約克的安妮兩個母系後代DNA匹配(一個是第17代，另一個是第19代)，考量這些發現及其他歷史、科學和考古證據，萊斯特大學於2013年2月4日證實該遺骨屬於理查。
按考古計畫條約，理查的骸骨將重新安葬於萊斯特座堂，然而約克座堂或西敏寺也被認為是合適的安葬處，在一項司法覆核中，法院裁定自身並無公法理由干涉該決定。2015年3月26日，在坎特伯雷大主教和其他基督教教派的高級成員出席的電視轉播追悼會上，理查三世被重新安葬在萊斯特。

## 國王之死與最初葬地

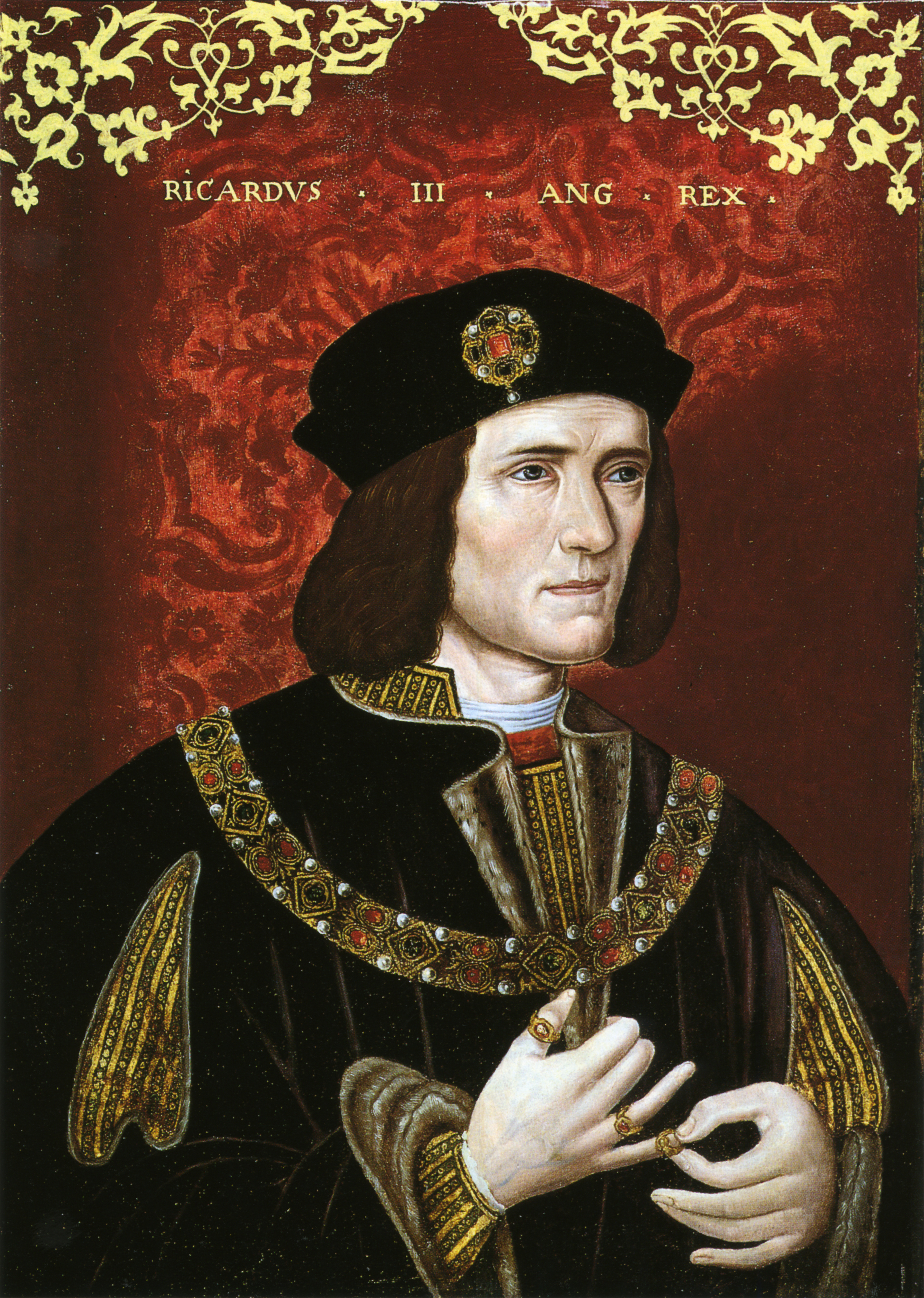
理查三世，由16世紀末一位不知名的藝術家創作。凸起的右肩是理查脊柱畸形的明顯標誌。

1485年8月22日，理查在與亨利·都鐸軍隊的戰鬥(玫瑰戰爭的博斯沃思原野戰役)中被殺，致使金雀花王朝結束統治，成為最後一位死在戰鬥中的英格兰國王，威爾士詩人古托爾·格林將理查三世的死歸功於里斯·阿普·托馬斯爵士，據說他向理查三世施了致命一擊。
衣物被剝光的理查三世被帶到萊斯特公開示眾。民謠《博斯沃斯的田野之歌》說：「軀躺紐瓦克，諸君可睹觀。」 由此幾乎可以肯定是指位於萊斯特郊區的蘭開斯特奠基地的紐瓦克聖母報喜教堂。根據編年史家波利多爾·維吉爾的說法，亨利七世前往倫敦之前在萊斯特「逗留了兩天」，在1485年8月25日，亨利離開的同一天，理查三世的屍體被「埋葬在萊斯特的方濟各會修士裏」且「沒有莊嚴的葬禮」。沃里克郡牧師和古物研究者約翰·勞斯在1486年至1491年間記錄理查被埋葬在「萊斯特葛萊菲的唱詩班」，雖然理查三世的葬地位置說法不一，但現代調查人員認為維吉爾和勞斯的敘述是最可信的。

### 葬地疑雲
在下葬十年後的1495年，亨利七世出資在理查三世的墓地建造一座大理石和雪花石膏紀念碑，建造費用記錄在一份與付款糾紛有關的文件中，該文件顯示兩名男子收到50英鎊和10.1英鎊的款項，分別用於製作和運送墓碑(從諾丁漢運到萊斯特)。有關墳墓外觀的第一手資料皆已散佚，但拉斐爾·霍林謝德在1577年寫道（可能引用親眼見過它的人），墓地包含「亡者（理查三世）的雪花石膏圖像」。四十年後，喬治·巴克爵士寫道「這是一座裝飾著他形象的彩色大理石之美麗墳墓」，巴克還記錄了墓上的墓誌銘。
1538年，葛萊菲修道院被下令解散，該男修道院被拆毀，紀念碑可能因被破壞或是自然腐朽而消失。修道院的場地被賣給林肯郡的兩名房地產投機商，後來被萊斯特市長羅伯特·赫里克（詩人羅伯特·赫里克的叔叔）收購，赫里克市長在靠近修道院巷的地方建造了一座大廈，現在則位於葛萊菲街之下，其餘土地變成花園，此時紀念碑雖已消失，但理查三世的墳墓地點仍為人所知。古物研究者雷恩（建築師克里斯托弗·雷恩的父親）記錄說，赫里克在墳墓的遺址上豎立了一座紀念碑，石柱高3英尺（1公尺），上刻「理查三臥此，彼曾為英王」。該柱子在1612年仍然可見，然在1844年已失蹤。
地圖學和古物研究者約翰·斯皮德的《大不列顛史》（1611）中寫道，當地傳統上認為理查三世的遺體被「驅離城外，並衊而賜予弓橋下，此路通城西索爾支流。」此說法後被廣泛認同。1856年，當地一位建築商在弓橋旁豎立一塊理查三世的紀念牌匾，寫著：「近有理查三世骸，彼為金雀花(王朝)之終，1485年」。1862 年，在橋附近的河流沉積物中發現了一具骨架，曾被聲稱屬於理查三世，經仔細檢查後確認它應屬20多歲男性。然而約翰·斯皮德所稱的來源並不清楚，作家奧黛麗·斯特蘭奇認為，該敘述可能是將1428年約翰·威克里夫遺體的褻瀆事件混為一談(當時暴徒將約翰·威克里夫的遺體挖出並焚屍，並將灰燼扔進斯威夫特河)。英國獨立歷史學家約翰·阿什當-希爾提出，斯皮德編了個故事來解釋理查三世墳墓的失蹤，如果斯皮德去過現場，肯定會看到紀念柱和花園，但報告中卻說該地點「長滿蕁麻與草」、並沒有理查三世墳墓的痕跡，斯皮德繪製的萊斯特地圖錯將前名伯萊菲（Blackfriars）的所在顯示為葛萊菲（Greyfriars），表明他找錯地方。
在另一個當地的傳說中，理查三世的遺體被放在一個石棺內，斯皮德對此寫道：「(該石棺)今成一家小客舍飲馬之水槽 」。然而此石棺似乎確實存在，約翰·伊夫林在1654年的一次訪問中記錄了它；西莉亞·費因斯在1700年寫到她曾看到：「他躺著的一塊墓碑（原文如此），它被切割成確切的形狀，以便屍體能躺下，它仍然在萊斯特的灰犬（客棧）可以看到，但部分損壞了。」；威廉·赫頓在1758年發現該棺材被保存在加洛特里門的白馬客棧。雖然石棺已下落不明，但有關它的描述與15世紀晚期棺材的風格並不相符，比較有可能來自某個拆除的宗教機構。

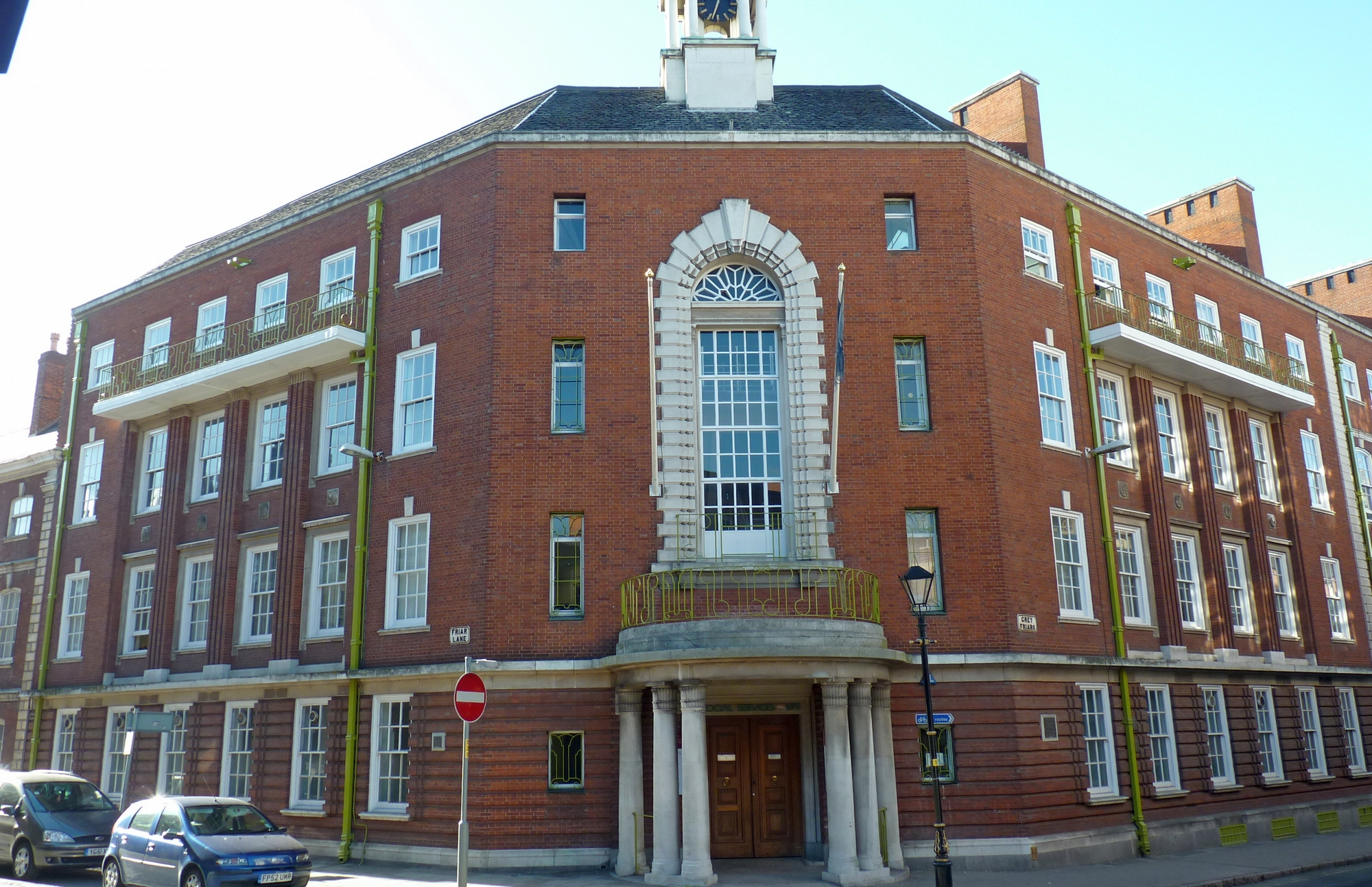
1936年至1965年間，萊斯特郡議會的郡辦公室佔據了赫里克大廈的所在地。

「葛萊菲之家」大廈一直赫里克的家族所有，直到他的曾孫塞繆爾於1711年將其出售。該房產隨後被分割並於1740年出售。三年後，建成新街的橫跨場地西部。當沿著街道建造房屋時發現了許多墓葬，1759年在該遺址的東部建造了一座聯排別墅「萊菲里17號」並保存至今，1863年，市議員牛頓男子學校在該處建造一座校舍。赫里克的大廈於1871年被拆除，1873年現在的葛萊菲街穿過該地，並興建更多建物，包括萊斯特信託儲蓄銀行。1915年，其餘部分被萊斯特郡議會收購，於1920和1930年代建造辦公室。郡議會於1965年遷入，新的郡政廳開放後，萊斯特市議會也隨後遷入。赫里克花園的其餘部分在1944年左右變成員工停車場。2007年，一座在葛萊菲街的1950年代單層建築被拆除，使考古學家有機會挖掘和尋找中世紀修士的踪跡，然而除了一塊後中世紀石棺蓋的碎片外，出土物很少，挖掘結果表明，修道院遺跡應靠更西邊
。

## 《尋找理查》計畫

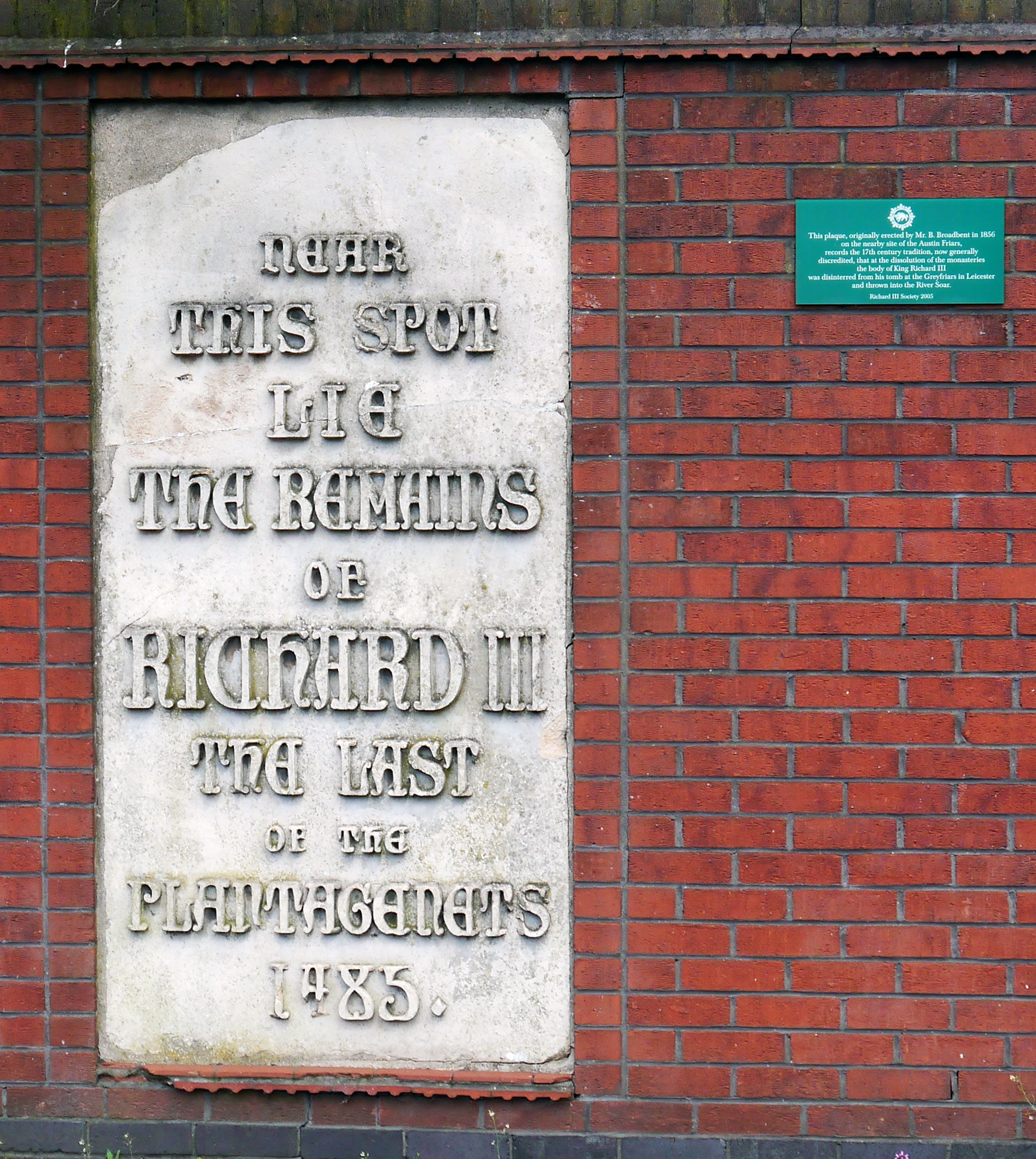
萊斯特弓橋上的牌匾，與理查的骨頭被傾倒入索爾河的故事有關。小牌匾由理查三世協會於2005年安裝，以對1856年安裝的較大牌匾之聲明提出異議。2012年理查三世的遺骨發現埋在該市。

理查三世遺體的位置一直是理查三世協會成員的興趣所在，該協會的成立是為了重振國王聲譽。1975年，奧黛麗·斯特蘭奇發表文在該學會的期刊《理查主義者》上，暗示國王遺體被埋在萊斯特市議會的停車場下。1986年，歷史學家大衛·鮑德溫表明遺骸仍在葛萊菲地區，並推測「有可能（儘管現在不太可能）在21世紀時，挖掘機可能會發現這位著名君主的遺骸。」
儘管協會對國王墳墓的可能位置仍感興趣，但未動手尋找。個別成員提出了可能的調查路線，但萊斯特大學和當地歷史學家和考古學家都沒有接受此一挑戰，可能是人們普遍認為墓地已經消失或遺骨已經散落，正如約翰·斯皮德的說法所暗示的。
2004年和2005年，協會的蘇格蘭分會秘書菲利帕·蘭利在萊斯特就理查三世的傳記劇本進行研究，並確信停車場是關鍵地點。2005年，約翰·阿什當-希爾宣布，在確定了理查三世之姐-約克的安妮-的兩個母系後代後，他發現了理查三世的線粒體DNA序列，並研究方濟各會修道院的佈局得出結論: 葛萊菲修道院教堂的廢墟很可能位於停車場下方，在他研究的聽證會後，蘭利敦促阿什當-希爾聯繫第四台節目《時間團隊》考古系列的製作人，提議挖掘停車場，但因為挖掘時間比節目三天檔期還久而被拒。
三年後，作家安妮特·卡森在她的著作《理查三世：受謗國王》（歷史出版社2008年、2009年，第270頁）中發表了她的獨立結論，即理查三世的遺體可能就在停車場下。她與蘭利和阿什當-希爾聯手進一步研究，且找到了她所謂的「確鑿證據」，一張萊斯特的中世紀地圖顯示葛萊菲教堂就位於現在停車場的北端。
2009年2月，蘭利、卡森和阿什當-希爾與理查三世協會成員大衛·約翰遜和他的妻子溫迪合作推出了一個名為《尋找理查: 尋找國王》的項目，主題是尋找理查的墳墓，「同時講述他的真實故事」，其目標是「以在博斯沃思戰役中死後被明顯否認的榮譽、尊嚴和尊重來尋找、恢復和重新埋葬其遺體 。」為確保萊斯特決策者的支持，蘭利獲得了達洛·史密斯製作公司對此部紀錄片的興趣，蘭利將其設想為「具有里程碑意義的特輯」。
該項目得到了幾個主要合作夥伴的支持，包括萊斯特市議會、萊斯特促銷（負責旅遊營銷）、萊斯特大學、萊斯特座堂、達洛史密森製作公司（負責計劃中的電視節目）和理查三世協會。挖掘前的研究初始資金來自理查德三世協會和《尋找理查》項目的成員，萊斯特促銷公司提供35,000英鎊的挖掘費用，萊斯特大學考古服務中心被任命為該項目的考古承包商。

## 遺骨出土

萊斯特葛萊菲遺址疊加在該地區的現代地圖上。理查三世的遺骨於2012年9月從唱詩班的中心發現，地點由一個小藍點顯示。

2011年3月，對葛萊菲遺址進行了一項基於案頭的評估，包括確定修道院的所在的位置、可挖掘之處，以確定遺址的考古可行性，隨後於2011年8月使用探地雷達進行調查，由於地表下有一層受到地面和拆除碎片的干擾，探地雷達的結果雖無法確定任何明確的建築遺跡，卻有助於發現穿越現場的現代公用設施，例如管道和電纜。項目確定三個可能的挖掘地點：萊斯特市議會社會服務部的員工停車場、前市議員牛頓學校的廢棄操場和新街的公共停車場，計畫決定在社會服務部停車場開設兩條壕溝，並可在操場開設第三條壕溝。由於大部分的葛萊菲遺址上都有建築物，因此只有17%的預計區域可供挖掘，在因資金有限，待調查的面積也僅佔場地的1%。

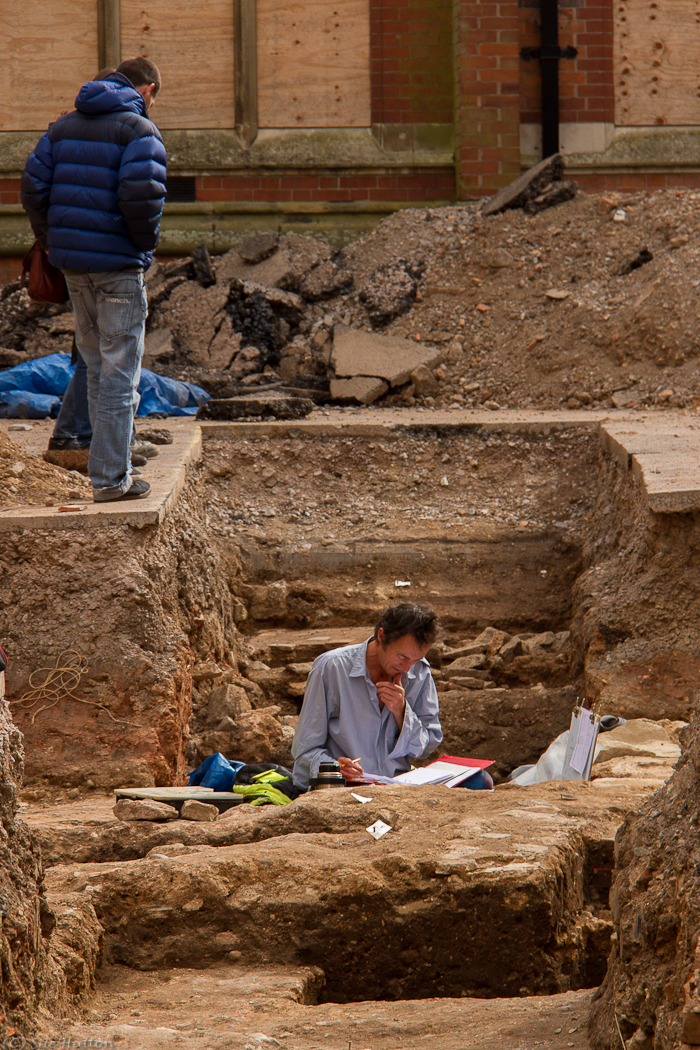
2012年9月，考古學家在位於葛萊菲教堂遺址中，於前市議員牛頓學校操場的壕溝中工作。

2012年6月的理查三世協會雜誌《理查主義者公報》宣布了擬議的挖掘工作，但一個月後，因主要贊助商之一退出而留下了10,000英鎊的資金缺口，隨後幾個理查主義者團體的成員在兩週內捐贈了13,000英鎊。8月24日，在萊斯特舉行的新聞發布會宣布了這項工作的開始，考古學家理查·巴克利承認這將是一個長期項目：「我們不知道教堂的確切位置，更不用說墓地在哪裡。」他早些時候曾告訴蘭利，他認為「（找到）教堂的機率最多為50%，而找到墳墓的機率為9比1」。
第一天挖出一條大致呈南北走向，1.6（5.2英尺）寬、 30（98英尺）長的壕溝。在達到前修道院的地平面之前，清除了一層現代建築碎片。在距壕溝北端約5（16英尺）的深度約1.5（4.9英尺）處發現兩塊平行的人類腿骨，表明墓葬未受干擾，骨骼隨即被暫時覆蓋以為保護，挖掘工作則繼續沿著壕溝進行。第二天在西南方向挖了第二條平行的壕溝，在接下來的幾天裡，發現了中世紀牆壁和房間的遺蹟，使考古學家更能確定修道院的區域。第一天所發現的骨頭位於教堂的東部，可能屬於唱詩班的區域(據說理查埋葬在那裡)。8月31日，萊斯特大學向司法部申請許可，允許挖掘最多六組人類遺骸。為了縮小搜索範圍，計劃只挖掘埋在教堂內的三十多歲男性的遺骸。
8月25日發現的骨頭其餘部份陸續在9月4日出土，接下來兩天，土壤被進一步挖掘。腳掌已不復存在，頭骨的位置不尋常，可知屍體是被放入略小的墳墓中，其脊柱彎曲成S形，且未發現棺材的遺蹟，種種資訊暗示該屍體並沒有被裹在裹屍布中，而是被匆忙地扔進墓中。當骨頭出土時，在椎骨下面發現了一塊鏽鐵，手骨的位置交叉在右臀部上，表明埋葬時亡者的手可能已先被綁在一起。考古人員在接下來的一周內繼續在壕溝中工作，並以土壤覆蓋以保護其免受損壞，並復原停車場和操場。

## 科學檢驗

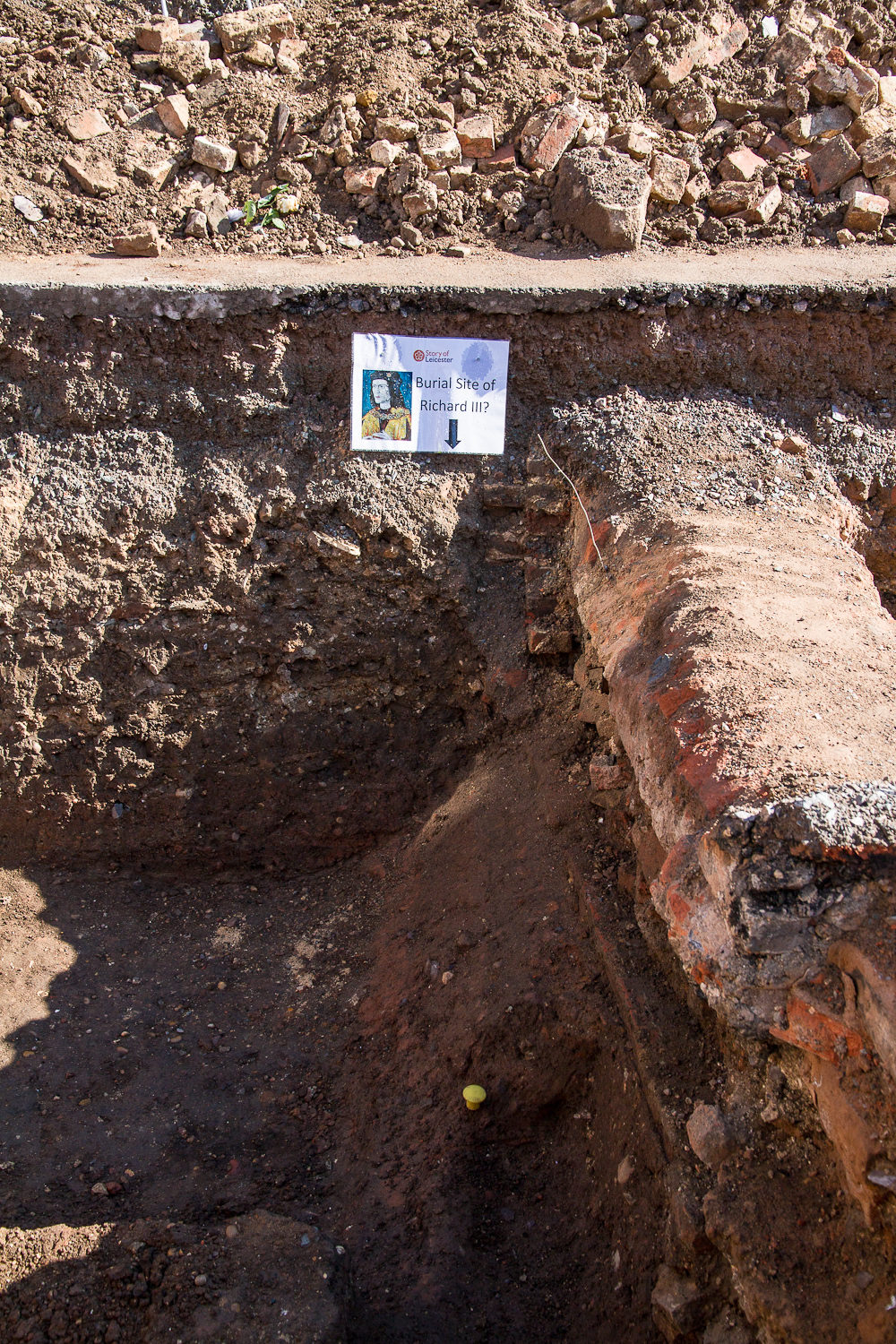
理查三世的墓地，緊靠著前葛萊菲教堂唱詩班的一堵牆。

9月12日，萊斯特大學團隊宣佈該人類遺骸「可能是」理查三世的遺骨，線索包括：遺骸是成年男性；它被埋在教堂的唱詩班之下；它有嚴重的脊柱側彎，可能使一側肩膀高於另一側。在脊柱下發現了一個似乎是箭頭的物體，頭骨受了重傷，然此猜測尚待進一步確認。

### DNA技術辨識
遺骨出土後，重點從挖掘進展到實驗室分析。阿什頓-希爾以研究家譜，主要追查理查姐姐-約克的安妮-的後代，其母系血統是通過她的女兒安妮·聖萊傑來傳承，學者凱文·舒勒隨後在同一血脉找到了第二個人。
阿什當-希爾的研究源於2003年的一項挑戰，即以理查三世之妹瑪格麗特（大胆查理之妻）的DNA序列，識別從其所谓"墓地"—比利時梅赫倫方濟會修道院—所發現的骨頭，他也試圖從牛津阿什莫林博物館保存的愛德華四世頭髮中提取線粒體DNA序列，但由於DNA降解而未果。阿什當-希爾轉而進行家譜研究，以確定理查的母親塞西莉·內維爾的全雌性後代，兩年後，他找到了一位出生英國的女性退休記者—喬伊·易卜生（本姓布朗），是为理查大姐安妮直系後裔（為理查第16代外甥孙女），她在二次大戰期間移居加拿大。易卜生的線粒體DNA經過檢測屬於線粒體DNA單倍群J，推論應該是理查的線粒體DNA單倍群，由此表明在梅赫倫發現的骨頭不屬於瑪格麗特。

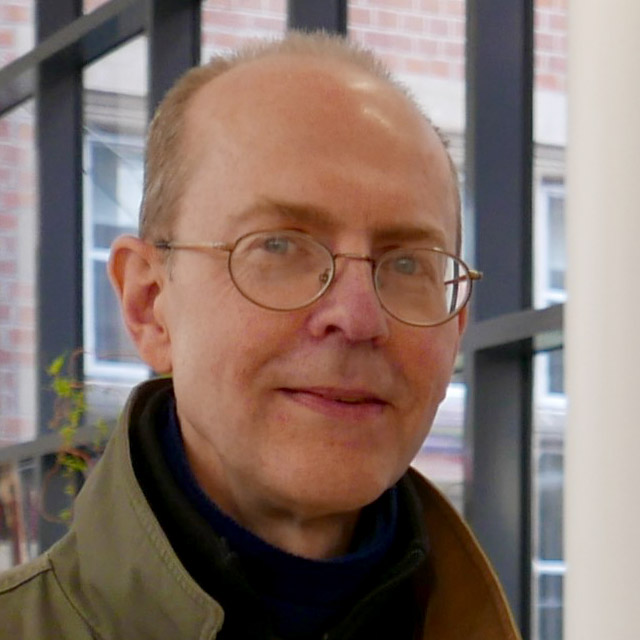
理查三世的第17代外甥孙邁克爾·易卜生。

喬伊於2008年去世，留下三個孩子：邁克爾、傑夫和萊斯利。2012年8月24日，邁克爾（1957年出生於加拿大，常駐倫敦的櫥櫃製造商）向研究小組提供口腔拭子樣本，用於與發現的人類遺骸樣本進行比較。分析人員發現出土骨骼、邁克爾·易卜生以及另一位直系母系後代的線粒體DNA匹配，共享一個相對罕見的線粒體DNA序列，線粒體DNA單倍群J1c2c。
理查三世另一位在世的母系親屬（安妮第19代子孫）是居住在英格蘭的澳大利亞婦人溫迪·杜爾迪格，她通過安妮孫女凱瑟琳·康斯特布爾（本姓曼納斯）而與易卜生家族有聯繫，康斯特布爾後代（包括杜爾迪格的一位先祖）移民到新西蘭，而杜爾迪格的線粒體DNA匹配度極高。
儘管握有線粒體DNA匹配的證據，遺傳學家图里·金另繼續尋找父系遺傳的Y DNA與岡特的約翰後代DNA間的關聯性，其所找到的四位岡特男性後代檢驗結果相互吻合，即使理查三世遺骨中的Y DNA有所退化，但仍能證明與四位岡特男性親屬均不匹配，这代表理查三世到第五代博福特公爵亨利·薩默塞特之間的19代發生了親子欺詐事件，图里·金等人的研究表明，假親子關係的歷史比率約為每代1-2%。
理查三世的專家邁克爾·希克斯教授對利用線粒體DNA來斷定遺骨主人、以及萊斯特團隊否定Y染色體證據兩件事進行批評，他指出「这具遗体都有可能是任何在直系女性血統中共享母系祖先的男性」，暗示萊斯特團隊不能接受該骨骼不屬於理查三世的可能性。希克斯教授認為根據目前的科學證據將「不太可能確認理查三世的身份」。然而，希克斯也提出當代一些觀點，例如理查三世的祖父（第三代劍橋伯爵理查是卡斯蒂利亞的伊莎貝拉（劍橋伯爵之母）和約翰·霍蘭德（英王亨利四世的小舅子）的私生子，而非第一代約克公爵蘭利的埃德蒙（愛德華三世的第四個兒子，卡斯蒂利亞的伊莎貝拉的丈夫），由此其Y染色體將異於博福特家族者，但仍無法證明遺骨的身份。希克斯建議應從理查三世母系祖先再找對照者（例如第一代埃格雷蒙特男爵托馬斯·珀西和第一代林肯伯爵約翰·德拉波爾），但未提供支持此建議的證據。菲利.帕蘭利則駁斥了希克斯的論點，理由是他沒未考慮到所有證據。

### 骨科學檢查

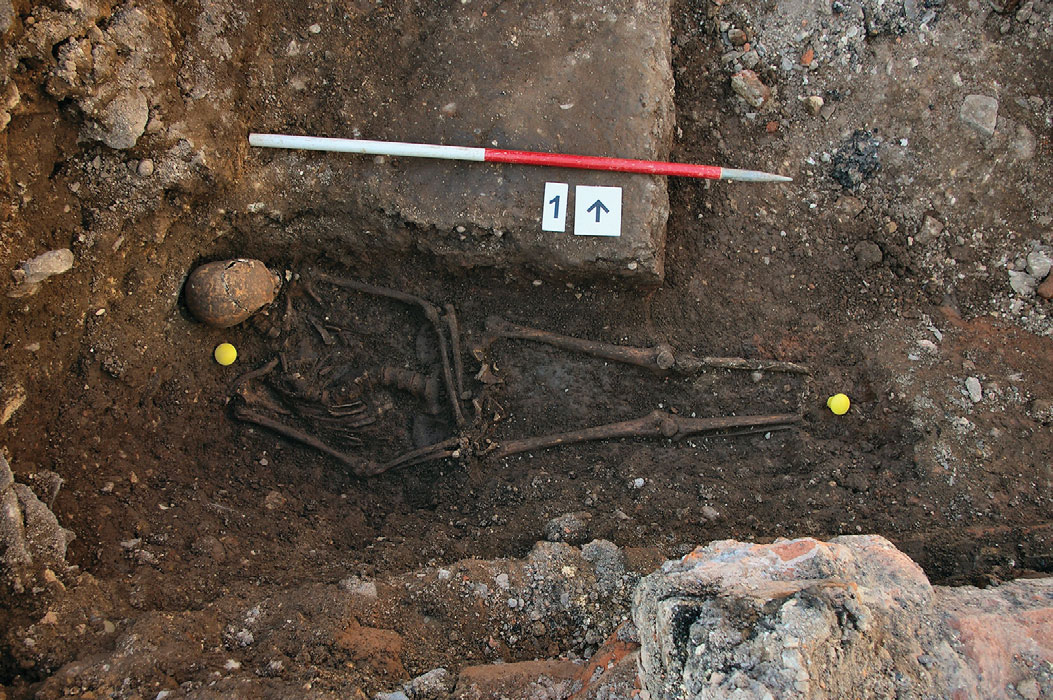
最初發現理查遺骨的情況。

喬·阿普爾比的骨科學檢查表明除缺失腳掌骨外，大部分遺骨完好無損，腳骨可能在維多利亞時代的建築工程中被破壞。此外，在清理遺骨時發現死者生前受了重傷，相關證據例如頭骨有兩次致命傷害，包括頭骨後底部被一把帶刃的武器完全切掉，使得大腦暴露在外，另一把帶刃的武器刺入頭骨右側、穿過大腦撞擊左側內側。在頭骨其他地方被尖銳武器穿透頭頂，也有帶刃武器夾住頭骨並剪掉幾層骨頭，但未穿透。顱骨和下頜的其他孔洞與下巴和臉頰的匕首傷口一致，從頭骨上的多處傷口表明國王受傷時未戴頭盔，(頭盔可能是因馬受困沼澤後，他在步行時取下或丟失)。他的一根右肋骨和骨盆都被鋒利的器具割傷，但沒有證據表明國王如威廉·莎士比亞戲劇《理查三世》裡受到手臂萎縮的折磨。
總之，這些傷勢應是致命的戰傷，部分才是死後受辱所致。這些傷口是暴露在自然環境中時從背部和臀部的後面所造成的，代表盔甲已先被剝除，否則被刺傷時應仍受背板保護、骨盆也仍受到盔甲的保護，這與「赤裸的理查被綁在一匹馬上，腿和手臂垂在兩側」的描述一致。從骨頭上看，可能還有更多的肉體受傷痕跡。
頭部傷口與1485年古托爾·格林的一首詩敘述類似，其中描述到里斯·阿普·托馬斯爵士殺死理查並「剃豭豕之頭」，這被認為是比喻理查被斬首，但實際上遺骨並沒有被切斷，因此該詩可能只是描述理查三世所受傷害。其他資料明確提到理查三世的頭部受傷和凶器，法國編年史家讓·莫利內寫道：「然後一個威爾士人追上他，用斧槍將他打死」，《貝西夫人的歌謠》說：「其用搖籃扣其頭，至腦中血」，這些說法均肯定了頭骨受損的分析結果。遺骨的脊椎明顯側彎，國王右肩明顯高於左肩進而使其目視身高偏低。遺骨屬於30-34歲的男性，與理查去世時32歲一致。

### 放射性碳測年和其他科學分析
兩個放射性碳測年分析推斷骨年代分別為1430年至1460年和1412年至1449年，均早於理查三世去世年份(1485年)。質譜法分析則發現了死者生前大量食用海鮮，這會使放射性碳測年分析產生偏差(早於實際者)。貝氏推論表明，骨頭年代在1475至1530年間的概率為68.2%、在1450至1540年間則上升到95.4%，這與理查三世死亡日期一致。兩顆牙齒、一根股骨和一根肋骨的化學同位素分析表明遺骨富含源自海鮮的成分，來源包括大量淡水魚和外來鳥類，例如天鵝、鶴和蒼鷺以及大量的葡萄酒等奢侈品。在骨骼正下方土壤的分析表明死者曾感染寄生蟲蛔蟲。透過X射線分析，在這具骷髏的椎骨下發現一顆可被追溯到羅馬不列顛的釘子，它應原來就在墳墓下方，或是在挖掘時被混入，與遺骨並無關係。

## 遺骨主人確認和重葬
基於線粒體DNA、土壤分析、牙科測試以及骨骼的物理特徵與當代對理查外表描述的一致性，萊斯特大學於2013年2月4日確認該骨架屬於理查三世，骨骼考古學家喬·阿普爾比說：「骨架有許多不同尋常的特徵：纖細的身材、脊柱側彎和與戰鬥有關的創傷，這些都與我們所掌握的理查三世生前和死亡時的特徵高度一致。」鄧迪大學顱面識別教授卡羅琳·威爾金森在理查三世協會委託下領導重建遺骨面部。
2014年2月11日，萊斯特大學宣布了一項由图里·金領導的項目，對出土的骸骨和邁克爾·易卜生（理查姐姐約克的安妮之直系女性後代）的基因組全面測序。2014年12月發表在《自然通訊》上的一項研究證實了理查的骨骼和邁克爾·易卜生之間的全線粒體基因組完美匹配，以及理查和其另一個已確認在世的親戚之間幾乎完美匹配，此舉使理查三世成為第一個已知歷史身份、基因被完成定序的古代人。然而通過男性血統遺傳的Y染色體測試中，並無理查與其他五名聲稱在世的親屬之間存在聯繫的證據，此表明在理查和這些男人祖先之間的幾代人中至少發生了一次假父子事件，且由於五人中的一個被發現與其他四個人無血緣關係，這表明在將他們分開的四代人中發生了另一起虛假親子關係事件。
2013年2月4日，第4台播出紀錄片《理查三世：停車場之王》講述挖掘和隨後的科學調查的故事，該頻道收視數高達490萬，並獲得皇家電視協會獎。第4台隨後於2014年2月27日放映了一部後續紀錄片《理查三世：不為人知的故事》，其中詳細介紹了將死者確定為理查三世的科學考古分析過程。

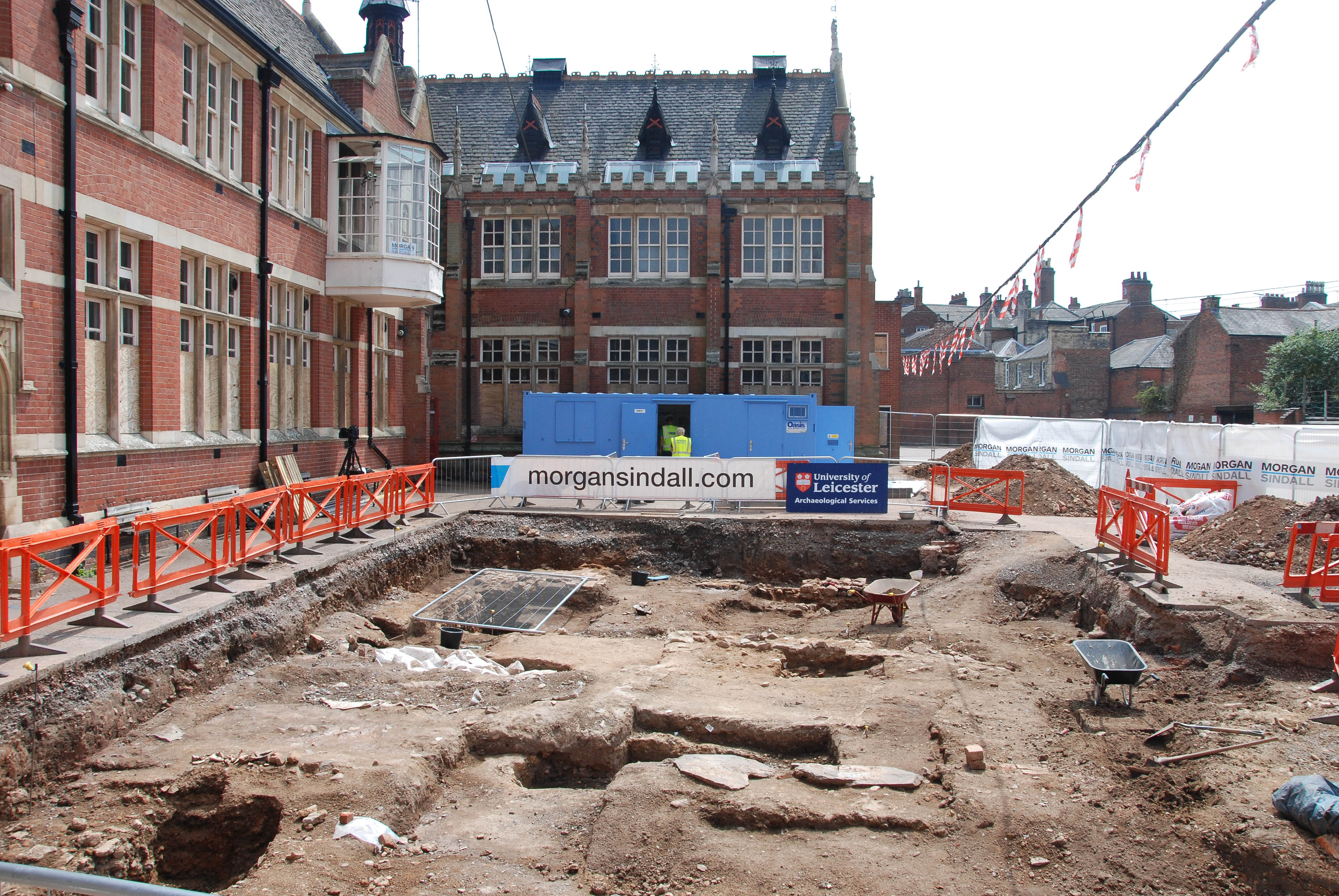
2013年7月的發掘，發現了葛萊菲更多地方，並挖掘出了其他幾個墓葬。

為取得更多有關修道院教堂的信息，遺址於2013年7月被重新挖掘，之後在相鄰的廢棄校舍上進行建築工程。在由萊斯特市議會和萊斯特大學共同資助的一個項目中，挖掘了一條大約是先前(2012年)兩倍大的壕溝，成功地揭露葛萊菲牧師席和唱詩班的全部遺址，證實了考古學家早期關於教堂東端佈局的猜測。在2012年被發現但未挖掘的三個墓葬得到了重新處理，發現了一個墓葬被埋在另一個墳墓的木棺中，第二個木棺墓橫越了唱詩班和牧師席的下方，表明它早於教會時代就存在。
2012年發現的石棺首次被開啟而露出裏頭的鉛棺，在使用軟式內窺鏡進行的調查顯示，棺內有一具骨骼、一些頭髮、裹屍布及繩索碎片。起初這具骸骨被認為可能屬於威廉·德莫頓爵士(眾所周知，他被埋葬在那裡)，但後來的檢查表明它屬於女性，也許是一位高級施主，且不一定是本地人，因為鉛棺被用來遠距離運送屍體。

### 重葬地紛擾
萊斯特大學將理查的遺體埋葬在萊斯特座堂的計劃符合英國法律，即考古學家挖掘的基督教墓葬應重新埋葬在距離原始墓地最近的聖地，且被司法部認可。英國王室未對遺骸提出任何要求，伊莉莎白二世也拒絕對該遺骨施以王室禮儀埋葬的想法，所以司法部最後交由萊斯特大學確認最終埋骨地，萊斯特座堂司鐸戴維·蒙蒂思表示，遺骨將於2014年初在座堂進行「由基督徒主導、但具普世性的儀式」，此屬於紀念性儀式而非正式葬禮。

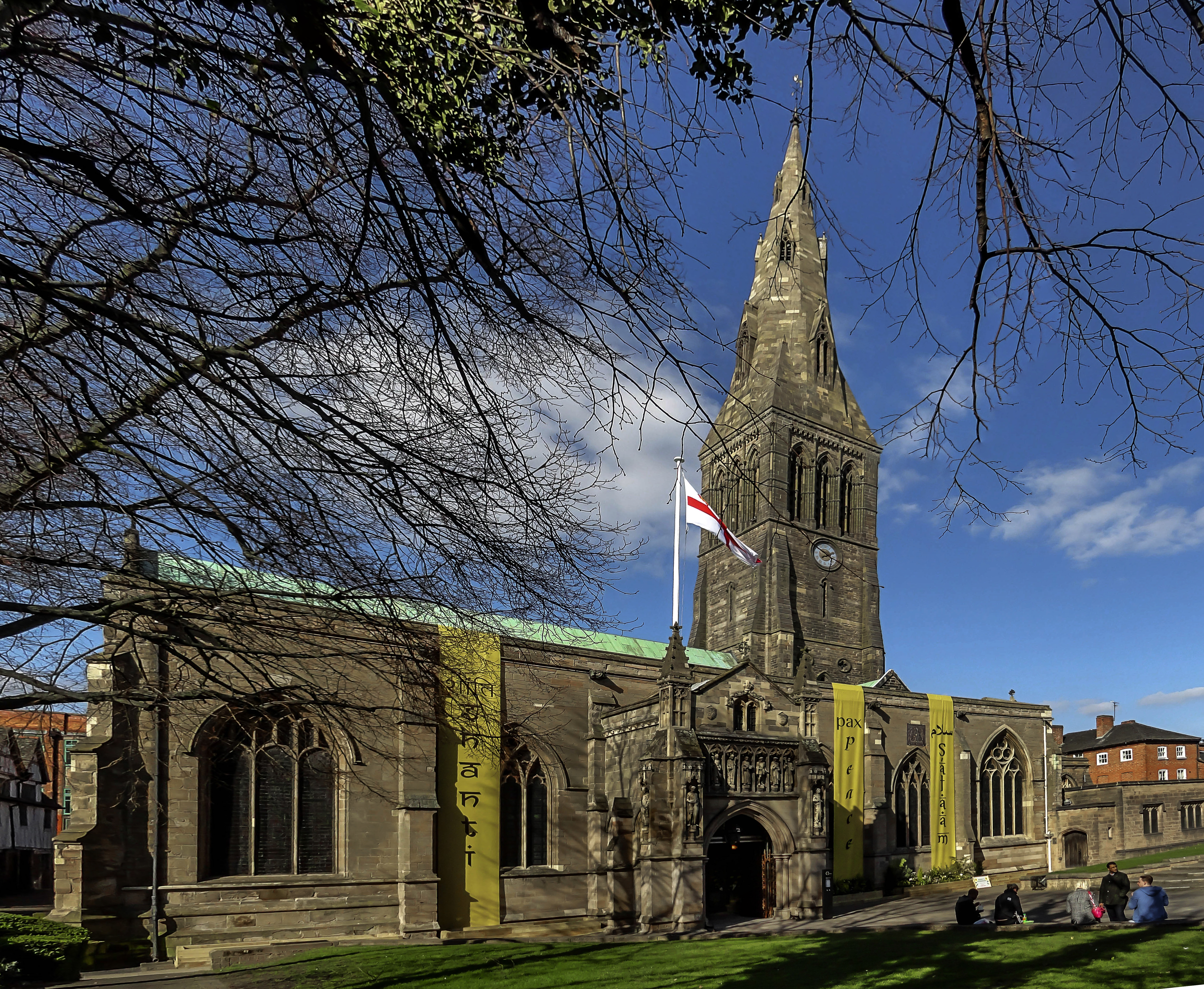
萊斯特座堂，2015年3月理查三世重新安葬於此

墓地的選擇也曾有過爭議。有人提議將理查安葬在一些人認為更適合羅馬天主教和約克王朝君主的地方。網民發起線上請願，要求將理查安葬在西敏寺、或約克座堂(有人聲稱這是理查所衷)、或羅馬天主教阿倫德爾主教座堂、或是在遺骨發現地的萊斯特停車場。只有萊斯特和約克得到了公眾支持，前者比後者多3,100票。英國國會兩院也討論過這個問題，保守黨議員、歷史學家克里斯·斯基德莫爾提議國葬，巴西特勞的工黨議員約翰·曼則建議將遺骨埋葬在他選區的沃克索普(在約克和萊斯特之間)，但所有選擇都被萊斯特拒絕，萊斯特市長彼得·蘇爾斯比反駁道：「除非我死，遺骨不能離開萊斯特。」
在一個代表理查兄弟姐妹後代的團體「金雀花聯盟」提起法律訴訟後，理查三世最終的安息地將近一年都沒有確定。該組織自稱是「陛下的代表和聲音」，要求將理查安葬在約克座堂，他們聲稱這是國王的「願望」。萊斯特座堂主任牧師稱此為「不敬」，並表示在事情確定前，座堂不會再投資。歷史學者提到，沒有證據表明理查三世想葬在約克。約克大學的馬克·奧姆羅德對理查曾為自己的葬禮制定任何明確計劃的想法表示懷疑，因此金雀花聯盟的看法受到挑戰。數學家羅伯·伊斯特威計算出理查三世的兄弟姐妹活著的後代可能有數百萬之多，他說：「我們應該都有機會在萊斯特對約克的問題上投票。」
2013年8月，哈登-凱夫大法官批准司法審查，因為最初的埋葬計劃忽視了「就理查三世遺體應該如何及在何處適當地重新安葬進行廣泛協商」的普通法義務，審查於2014年3月13日開始，預計持續兩天，但該決定被推遲了四到六週，三位大法官(哈利特、歐斯利和哈登-凱夫)表示法院將花時間考慮其判決。5月23日，高等法院裁定「法院無被諮詢的義務」和「法院沒有公法干預的理由」，因此再葬於萊斯特的計畫可繼續進行，此次訴訟花費245,000英鎊，甚至遠遠超過最初的調查費用。

### 遺骨重葬和紀念

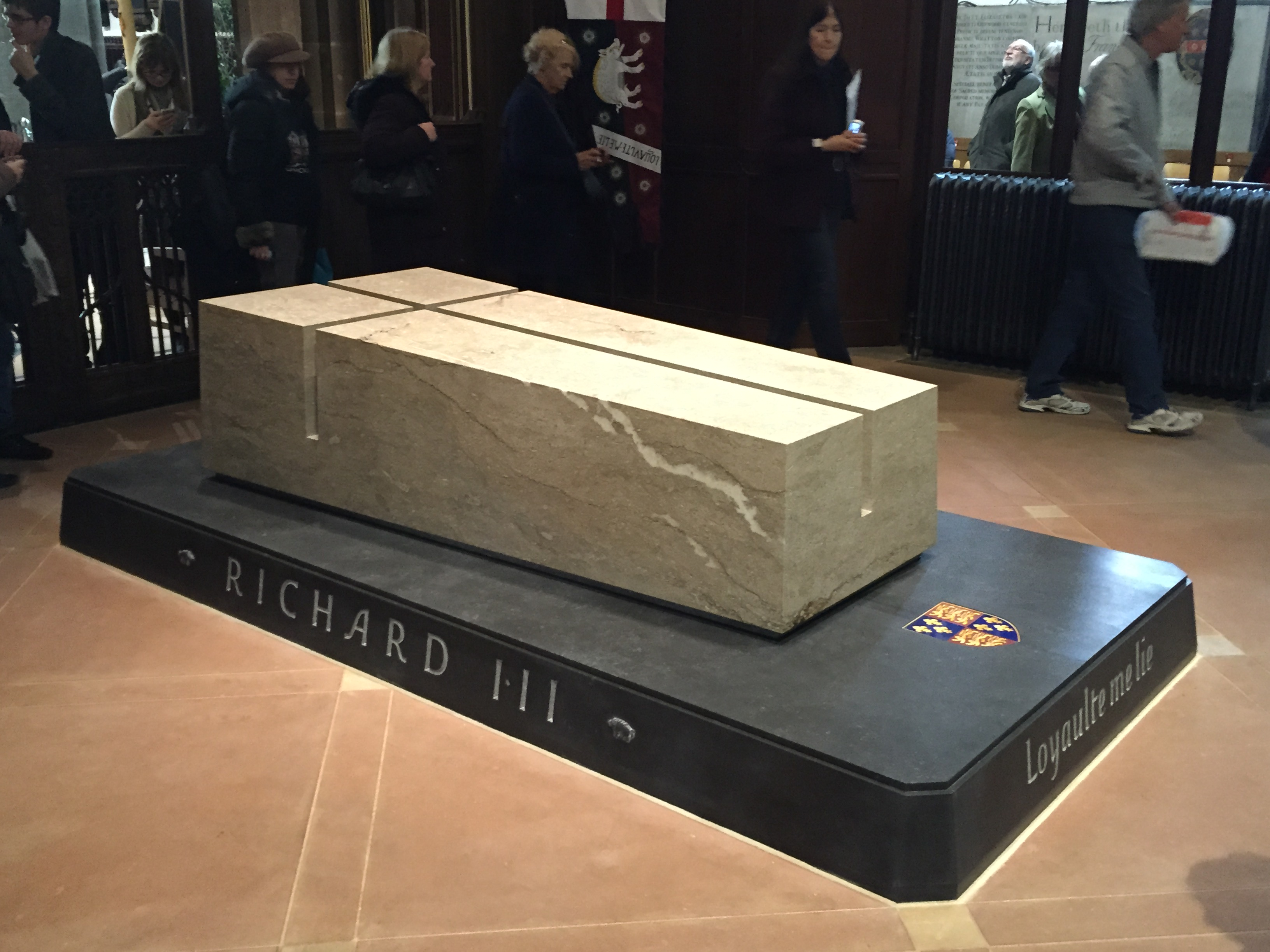
2015年的理查三世墓

萊斯特座堂與2013年2月宣布再葬理查三世遺骨的程序與時間表，葬地為座堂內的「榮譽之地」。最初擬用平臺石(參考1982年安裝在聖壇上紀念石)，然而理查三世協會的成員和萊斯特人的民意調查則是傾向於箱形墓，最終於2014年6月拍板，墳墓設計採斯瓦萊代爾化石箱形墓放於基爾肯尼大理石基座上的設計，萊斯特城堡花園的理查三世雕像在當月就先被移至到新設計的大教堂花園，該花園於2014年7月5日重新開放。 
2015年3月22日至27日間舉行一系列的安葬活動。順序包括： 
- 2015年3月22日（星期日）：理查三世遺骨被密封在一個帶鉛襯裏的骨灰盒，並放入由邁克爾·易卜生以康沃爾公國莊園的英國橡木製成[60]的木棺中[114]。在一輛由四匹馬牽引的馬車載運下，棺木巡禮了理查的最後旅程[83][115]，從萊斯特大學通過芬萊恩農場的博斯沃思戰役遺址被轉移到萊斯特座堂，經過達靈頓、薩頓切尼、安比恩山的博斯沃思戰場遺產中心和市場博斯沃思，最後又進入萊斯特市[116]。
- 2015年3月23日（星期一）至25日（星期三）：棺木被安放在座堂內開放瞻仰。據報導，瞻仰的排隊時間超過四個小時[117]。
- 2015年3月23日（星期一）：樞機主教雲先·尼科爾斯，天主教西敏總教區總主教在聖十字修道院為理查三世舉行彌撒。
- 2015年3月26日（星期四）：在坎特伯雷大主教賈斯汀·韋爾比和其他基督教教派的高級成員見證下，理查三世被重新安葬。儀式中為理查三世和博斯沃思戰役及其他衝突的受害者祈禱。出席者包括演員本尼迪克特·康伯巴奇(理查三世的遠親，曾在BBC莎士比亞著作改編的《空王冠》中飾演理查三世[118])，他朗頌了聯合王國桂冠詩人卡洛·安·杜菲為此事而寫的一首詩[119][120]。代表王室的有威塞克斯伯爵夫人蘇菲、格洛斯特公爵理察王子伉儷(理查三世在再分封前曾是格洛斯特公爵)。儀式採用的詩歌包括萊昂內爾·鮑爾的《詩篇138》；《聖靈恩典》，朱迪思·賓厄姆為儀式而創作的一首聖歌；菲利普·摩爾作曲的《詩篇150》；以及由朱迪思·威爾改編的《天佑女王》[121]。
- 2015年3月27日（星期五）：萊斯特座堂為墓地舉行揭幕儀式，萊斯特各地也舉行紀念活動[122]。

## 反饋與趣聞

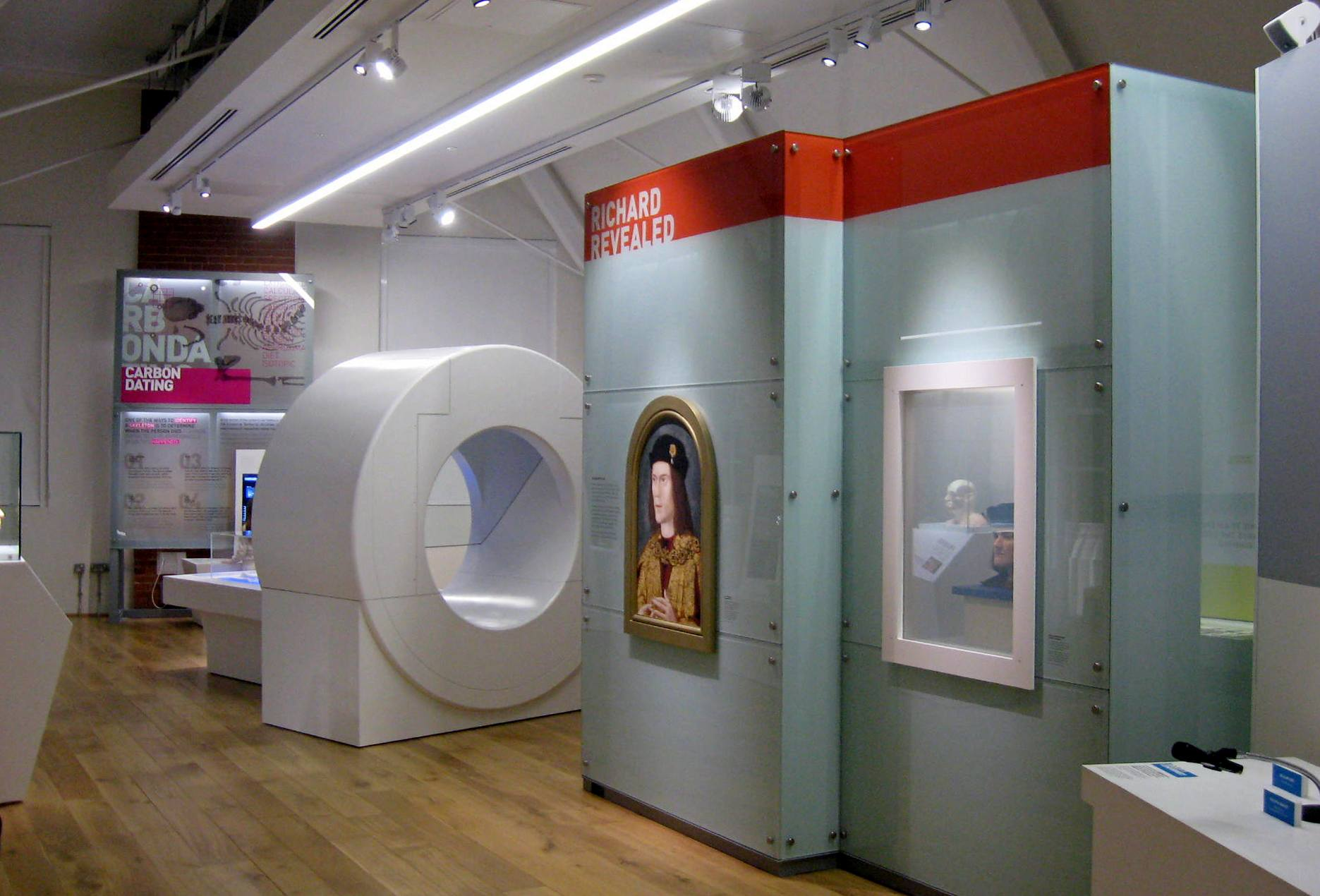
萊斯特國王理查三世遊客中心的畫廊之一

發現理查三世遺骨後，萊斯特市議會在該市的中世紀市政廳設立了一個關於理查三世的臨時展覽。理事會隨後花費85萬英鎊購買了聖馬丁廣場的永久業權以另建一個永久性景點，該廣場前身是萊斯特文法學校的一部分，位於座堂馬路對面的孔雀巷，且該處毗鄰發現遺骨的停車場，並位於葛萊菲修道院教堂的聖壇上方，它被改建為耗資450萬英鎊的國王理查三世遊客中心，講述理查生、死、埋葬和重新發現的故事，遊客更可以在玻璃地板下看到墓地，預計每年將吸引10萬名遊客造訪。
考古學家奧伊斯坦·埃克羅爾希望人們對發現英國國王的興趣蔓延到挪威。除了亨利一世和愛德華五世，自11世紀以來所有英格蘭和英國君主的墓地都已被發現，在挪威則相反，約有25位中世紀國王葬地不明。埃克羅爾提議從可能被埋葬在特隆赫姆(現今的公共道路下面)的無情者哈拉爾開始，2006年挪威文化遺產局曾阻止找尋無情者哈拉爾遺骨的嘗試性計畫。
萊斯特大學考古服務中心的理查·巴克利曾跟同事打賭說「如果理查被發現，我會吃掉你的帽子」，巴克利吃了一個同事烤製的帽子形狀的蛋糕，兌現了諾言。巴克利後來說：「該項目採用了最新的研究手法，例如非常精確的碳測年和醫學證據，都將作為其他研究的基準。當然，這是一個令人難以置信的故事，他是一個有爭議的人物，人們喜歡他在停車場下被發現，整個事情以最驚人的方式展開，顛覆你的想像。」 
一些評論員表示，此一發現和隨後事件的曝光帶動整個城市的士氣，進而使得李斯特城足球會在2016年贏得英格蘭超級足球聯賽。葬禮幾天後，當時仍位處英超榜末的李斯特城足球會開始連勝，最終護級成功。李斯特城之後一年更神奇地贏得歷史上首個頂級聯賽冠軍，市長彼得·蘇爾斯比說：「長期以來，萊斯特的人們一直對他們的成就和他們所居住的城市保持謙虛。現在—首先要感謝理查三世國王的發現和狐狸隊的非凡賽季—是我們進入國際鎂光燈的時候了。」 
這兩件事啟發了邁克爾·莫珀戈在2016年出版的兒童讀物《狐狸與王魂》，書中理查三世的鬼魂承諾幫助橄欖球隊，以換取他從停車場墳墓中獲釋。
英国导演斯蒂芬·弗里尔斯以事件为原型拍摄了喜剧片《失踪的国王》。

## 備注
1. ↑  基於案頭的評估涉及收集有關一個地點的現有書面、圖形、照片和電子信息，以幫助確定正在研究的已知或可疑遺跡或結構的可能特徵、範圍和質量。
2. ↑  蘇格蘭大學環境研究中心 (SUERC)
3. ↑  牛津大學的放射性碳加速器單元
4. ↑  理查的妻子安妮·內維爾被埋葬在西敏寺內；不確定他們唯一的孩子威爾士親王米德漢的愛德華安葬在哪裡；理論包括謝里夫哈頓座堂或米德漢，兩者都位於約克郡北部。[98]